# Aricia anteroobsoleta
Aricia anteroobsoleta är en fjärilsart som beskrevs av Tutt 1912. Aricia anteroobsoleta ingår i släktet Aricia och familjen juvelvingar. Inga underarter finns listade i Catalogue of Life.